# Калій Наталія Сергіївна
Наталія Сергіївна Калій (нар. 24 лютого 1928?, село Червоний Ранок, тепер село Божок Кролевецького району Сумської області) — українська радянська діячка, новатор сільськогосподарського виробництва, свинарка колгоспу імені Мічуріна Кролевецького району Сумської області. Депутат Верховної Ради УРСР 7—8-го скликань.

## Біографія
Народилася в селянській родині, батько загинув на фронтах Другої світової війни. Навчалася у сільській школі.
З 1946 року — свинарка колгоспу імені Мічуріна села Червоний Ранок Кролевецького району Сумської області. У 1970 році одержала від кожної свиноматки по 24 поросяти.
Заочно закінчила Сумський сільськогосподарський технікум, здобула спеціальність зоотехніка.
Потім — на пенсії у місті Києві.

## Нагороди
- орден Леніна (1966)
- орден Жовтневої Революції
- медалі